# Gle Totam
Gle Totam är en kulle i Indonesien.   Den ligger i provinsen Aceh, i den västra delen av landet, 1 800 km nordväst om huvudstaden Jakarta. Toppen på Gle Totam är 29 meter över havet.
Terrängen runt Gle Totam är platt. Havet är nära Gle Totam åt sydväst. Runt Gle Totam är det ganska glesbefolkat, med 50 invånare per kvadratkilometer. I omgivningarna runt Gle Totam växer i huvudsak städsegrön lövskog.